# Dajnowo Drugie
Dajnowo Drugie (biał. Дайнава 2, Dajnawa 2; ros. Дайнова 2, Dajnowa 2) – wieś na Białorusi, w obwodzie grodzieńskim, w rejonie lidzkim, w sielsowiecie Dzitwa.
Współcześnie wieś składa się z dawnych zaścianków Dajnowo i Mazurowszczyzna, kolonii Bancewicze i folwarku Zajki.

## Historia
W dwudziestoleciu międzywojennym leżały w Polsce, w województwie nowogródzkim, w powiecie lidzkim. Dajnowo, Mazurowszczyzna i Zajki w gminie Lida, zaś Bancewicze w gminie Tarnowo/Białohruda. Demografia w 1921 przedstawiała się następująco:
- zaścianek Dajnowo – 100 mieszkańców, zamieszkałych w 16 budynkach,
- kolonia Bancewicze – 33 mieszkańców, zamieszkałych w 5 budynkach,
- zaścianek Mazurowszczyzna – 11 mieszkańców, zamieszkałych w 3 budynkach,
- folwark Zajki – miejscowość niezamieszkana, wymieniona w Skorowidzu jako istniejąca przed I wojną światową.

Mieszkańcami wszystkich tych miejscowości byli wyłącznie Polacy wyznania rzymskokatolickiego.
Po II wojnie światowej w granicach Związku Sowieckiego. Od 1991 w niepodległej Białorusi.